# 川井真琴
川井真琴（日语：／ Kawai Makoto），女，日本漫畫家、插畫家。

## 來歷
2011年3月，川井真琴以在芳文社漫畫《Manga Time Kirara Miracle！》創刊號（2011年5月號）上發表的《彩虹目之歌》首次亮相。
2012年1月，《幸腹塗鴉》開始在《Manga Time Kirara Miracle！》2012年3月號上連載。2014年6月，作品宣布將改編成電視動畫，並於2015年1月至3月播出。
2017年3月，在《Manga Time Kirara》2017年4月號上開始連載《我想待在你身邊撒嬌的日子》。

## 作品列表

### 漫畫

#### 連載
- —《Manga Time KIRARA Miracle！》（2011年5月號—2012年1月號）
- 幸腹塗鴉—《Manga Time KIRARA Miracle！》（2012年3月號—2016年11月號），全7冊
- 我想待在你身邊撒嬌的日子—《Manga Time Kirara》（2017年4月號—2019年5月號），全3冊

#### 其它
- 電視動畫《Slow Start》製作現場報告漫畫—《Manga Time Kirara》2018年1月號[7]

### 插圖

#### 動畫相關
- 向陽素描×蜂窩（第2話片尾插圖）
- 物語系列 第二季（第3話片尾插圖）
- 櫻Trick（第5話片尾插圖）
- 請問您今天要來點兔子嗎？（第11話片尾插圖）
- 幸腹塗鴉（第12話片尾插圖）
- 偽戀:（第2話片尾插圖）
- 城下町的蒲公英（第8話片尾插圖）
- 三者三葉（第6話片尾插圖）
- Slow Start（第2話片尾插圖）

#### 其它
- —〈MediaWorks文庫〉，著：瀨那和章（日语：瀬那和章）（插圖）
- —〈MediaWorks文庫〉，著：高村透（日语：高村透）（插圖）
- 動畫〈物語〉系列女性角色本 其之壹 羽川翼（全彩插圖1點）
- ～Ultra Jump百合選集～（Vo.1—Vol.3，封面）
- 化物語「化物畫廊」—《週刊少年Magazine》2020年29號（插圖）[8][9]
- —《EVERYSTAR（日语：エブリスタ）》（封面）[10]
- 電影動畫《黃金拼圖Thank you!!》（應援評論）[11]

### 遊戲
- 閃耀幻想曲（人物設定、監修）

## 外部連結
- （日語）—川井真琴的官方個人部落格。
- 川井真琴的X（前Twitter） （日語）